# Francia Guyana zászlaja
Francia Guyana hivatalos zászlaja a francia zászló. A helyi önkormányzat egy fehér logózászlót is használ, amely Francia Guyana térképének sziluettjét és négy nyilat ábrázol, amelyek a megszökött rabszolgák leszármazottaira utalnak.

## Egyéb zászlók

Francia Guyana fegyvereinek zászlója
A 2015-ben feloszlatott Francia Guyana korábbi megyei tanácsának zászlaja (a zászlót nem hivatalosan ugyan, de általánosan ma is használják)
Guyana 6 őslakos népének zászlaja (2012 óta)
A guyanai függetlenségi mozgalom zászlója

## Fordítás
- Ez a szócikk részben vagy egészben  a   Flag of French Guiana című angol Wikipédia-szócikk ezen változatának fordításán alapul.  Az eredeti cikk szerkesztőit annak laptörténete sorolja fel. Ez a jelzés csupán a megfogalmazás eredetét és a szerzői jogokat jelzi, nem szolgál a cikkben szereplő információk forrásmegjelöléseként.